# Фролов, Валерий Петрович (боксёр)
Вале́рий Петро́вич Фроло́в (14 июля 1941, Москва — 19 мая 1996, Москва) — советский боксёр полусредней весовой категории, выступал за сборную СССР во второй половине 1960-х годов. Двукратный чемпион Европы, призёр многих международных турниров, национальных первенств и матчевых встреч. На соревнованиях представлял спортивное общество «Буревестник», заслуженный мастер спорта. Также известен как тренер и судья международной категории.

## Биография
Родился 16 июля 1941 года в Москве. Активно заниматься боксом начал в раннем детстве, проходил подготовку в спортивном обществе «Буревестник» под руководством тренера Павла Никифорова, затем готовился с братом Олегом, мастером спорта по боксу, кандидатом педагогических наук. Первого серьёзного успеха на ринге добился в 1964 году, когда выиграл бронзовую медаль на первенстве Советского Союза. Два года спустя был близок к чемпионскому званию, но в финале проиграл однофамильцу Евгению Фролову.
Благодаря череде удачных выступлений в 1967 году удостоился права защищать честь страны на чемпионате Европы в Риме — одолел всех соперников и завоевал золотую медаль. В 1969 году в решающем матче национального первенства вновь потерпел поражение от Евгения Фролова, однако при этом побывал на первенстве Европы в Бухаресте и вновь стал лучшим на континенте. За это достижение удостоен почётного звания «Заслуженный мастер спорта СССР» и включён в число «Выдающихся боксёров СССР». Вскоре после этих соревнований принял решение завершить спортивную карьеру.
Закончив выступления на ринге, Валерий Фролов работал тренером, был старшим тренером Москвы, с 1989 года — старший тренер РСФСР. Участвовал в боксёрских матчах в качестве судьи всесоюзной категории и судьи международной категории АИБА. Занимал должность председателя Всесоюзной категории судей Федераций бокса СССР и России.
Умер 19 мая 1996 года, после продолжительной болезни. Похоронен на Ваганьковском кладбище в Москве, участок № 54.